# Une vie (Maupassant)
Pour les articles homonymes, voir Une vie.
Une vie est le premier roman de Guy de Maupassant, paru d'abord en feuilleton en 1883 dans le Gil Blas, puis en livre, la même année, sous le titre Une vie (L'humble vérité). Il décrit la vie « d'une femme, depuis l'heure où s'éveille son cœur jusqu'à sa mort. »

## Résumé

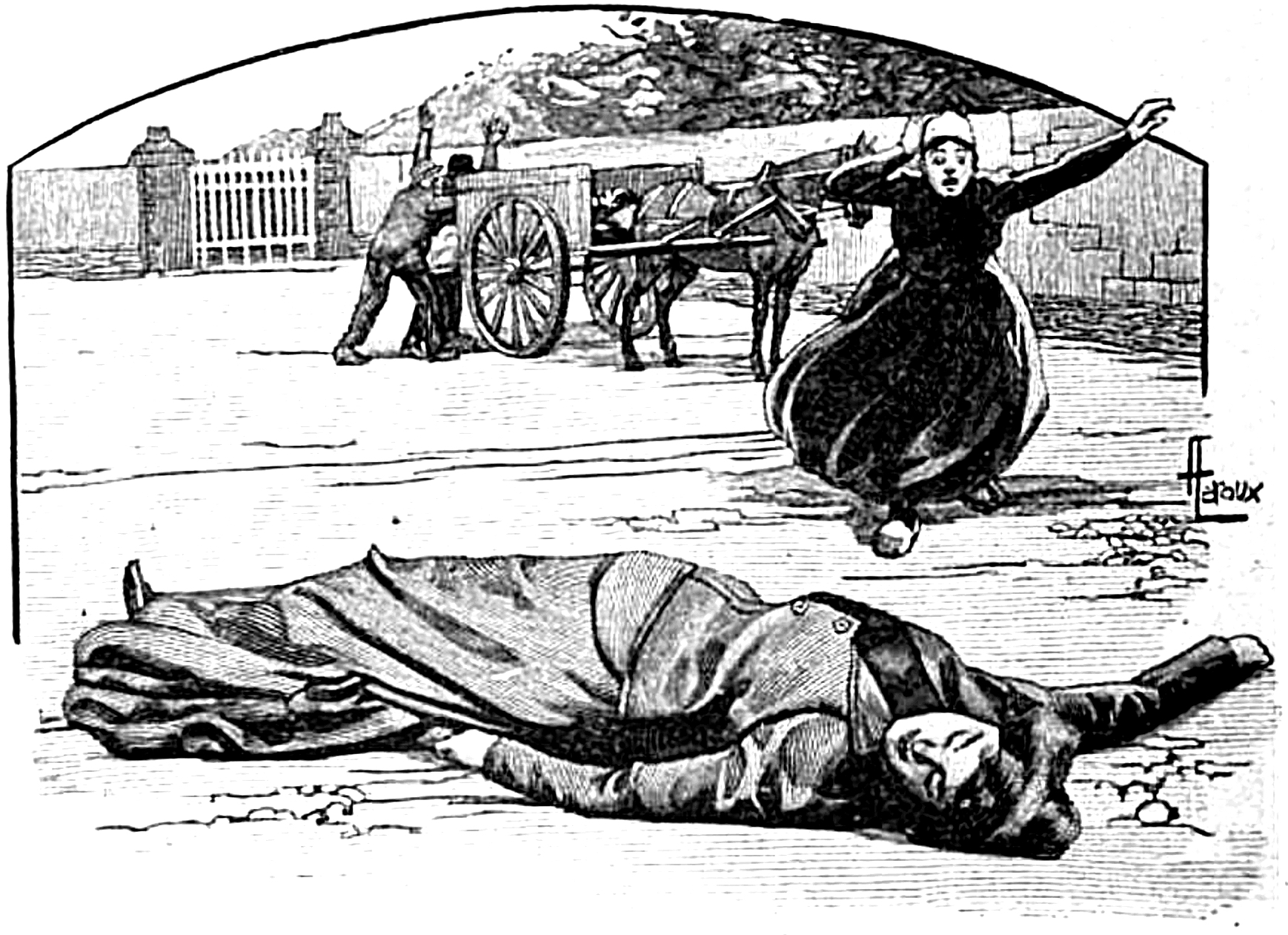
Gravure de G. Lemoine d’après A. Leroux.

Rouen, 1819. Jeanne, fille du baron Simon-Jacques Le Perthuis des Vauds et de sa femme Adélaïde, est une aristocrate qui, à ses dix-sept ans, quitte le couvent. Elle s'en va donc de chez elle ; ses parents lui lèguent le château Les Peuples pour y vivre. Elle rencontre le vicomte Julien de Lamare quelques jours après sa sortie du couvent. Ils se marient et partent en voyage de noces en Corse. Très vite, à leur retour, Julien trompe Jeanne avec sa domestique Rosalie, qui tombe enceinte, puis avec la voisine Gilberte de Fourville qui se disait amie de Jeanne.
Elle accouche prématurément de son premier enfant, Paul, qui connaît des problèmes de santé. Son deuxième enfant (une petite fille) est mort-née, le jour même où M. de Fourville tue Gilberte et Julien, après avoir découvert leur liaison. Paul part suivre des études au collège du Havre. Jeanne se retrouve ainsi seule après la mort du baron, de la baronne et de sa tante. Alors qu'elle est rongée par la tristesse et qu'elle tombe dans une dépression que la solitude n'adoucit pas, Jeanne retrouve Rosalie, son ancienne domestique. À cause des dépenses abusives de son fils qui ne cesse de s'endetter, Jeanne se trouve en difficultés financières. Elle vend alors le château, qui pourtant lui tient énormément à cœur, et emménage ailleurs avec Rosalie. Sans nouvelles de Paul, Jeanne sombre dans une tristesse qui la vieillit très rapidement. Un beau jour, Paul, se trouvant une fois de plus dans une situation financière délicate, va demander à Jeanne, sa mère, de s'occuper de son propre enfant, qu'il a eu avec une débauchée morte lors de l'accouchement. Grâce à l'arrivée de ce nourrisson et la promesse que son fils lui fait de la rejoindre très bientôt, Jeanne retrouve le goût de la vie.

## Personnages

### Jeanne Le Perthuis des Vauds

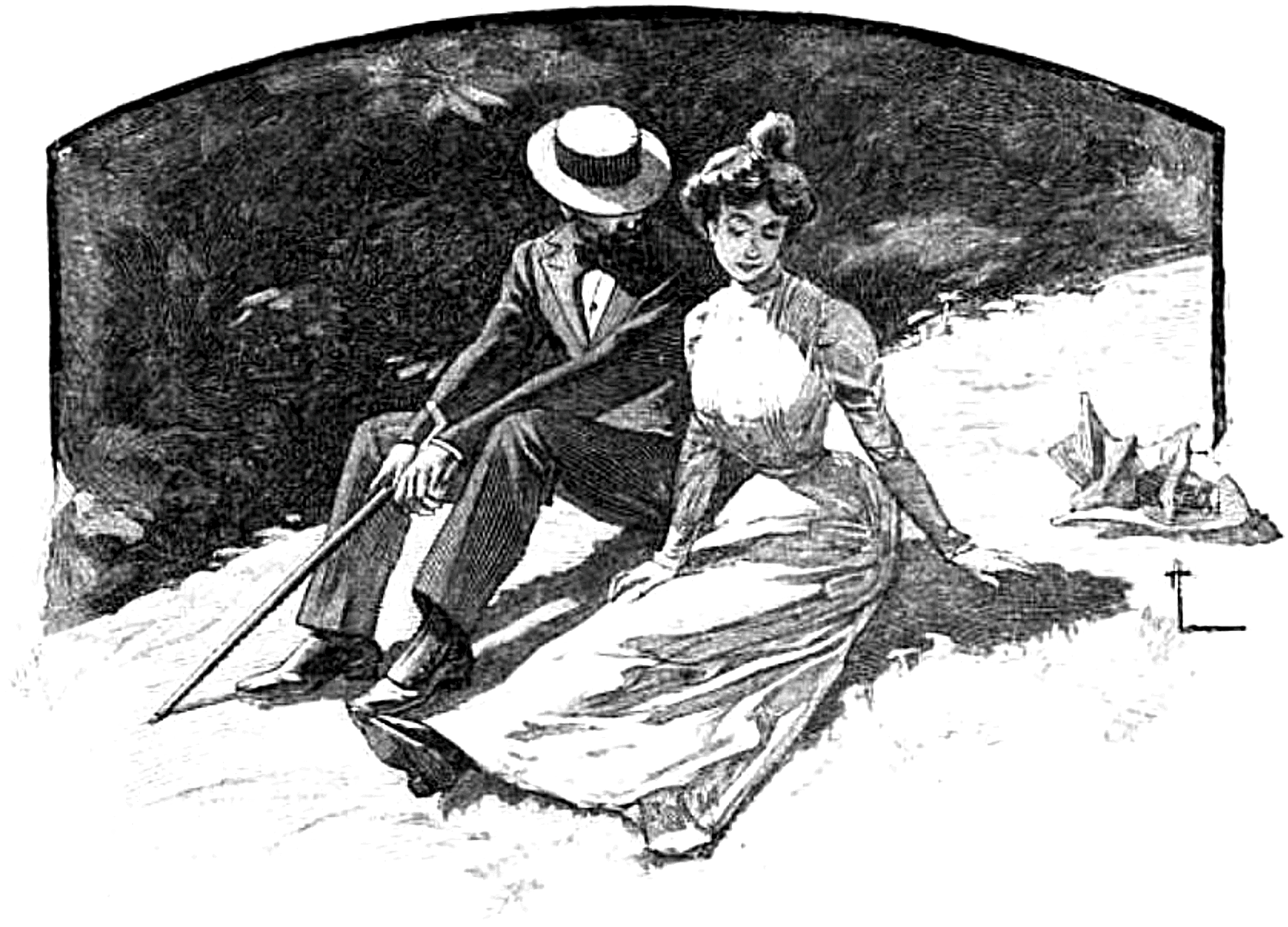
Gravure de G. Lemoine d’après
A. Leroux.

Personnage principal, Jeanne est une jeune fille, blonde aux yeux bleus. Ayant reçu une éducation destinée à éveiller en elle l'amour de la nature, elle ne connaît rien des réalités et se prend souvent à rêver de l'homme idéal. Elle est persuadée de la beauté et de l'innocence du mariage. Si elle croit trouver ces qualités chez Julien, choisi par défaut, elle ne recevra pour amour que la bestialité sexuelle de son mari, son avarice et son hypocrisie. Elle consacre sa vie à son fils qui part à l'âge de 15 ans. Elle reste en relation avec lui, sans qu’ils ne puissent échanger d’autre chose que de l’argent, et il lui manque énormément ; elle souffre beaucoup de son absence. Elle incarne tout d'abord la jeune fille ignorante. Cette ignorance est la cause de nombreuses déceptions. Jeanne ne s'endurcit pas mais s'affaiblit peu à peu au contact du monde : elle cède sans aucun effort de volonté face au temps, à la mort, à l'absence d'amour, à la solitude ou à l'égoïsme de son enfant.
Le personnage de Jeanne est inspiré de Laure de Maupassant, d'Emma Bovary et de Mme Aubain (Un cœur simple).

### Les parents de Jeanne

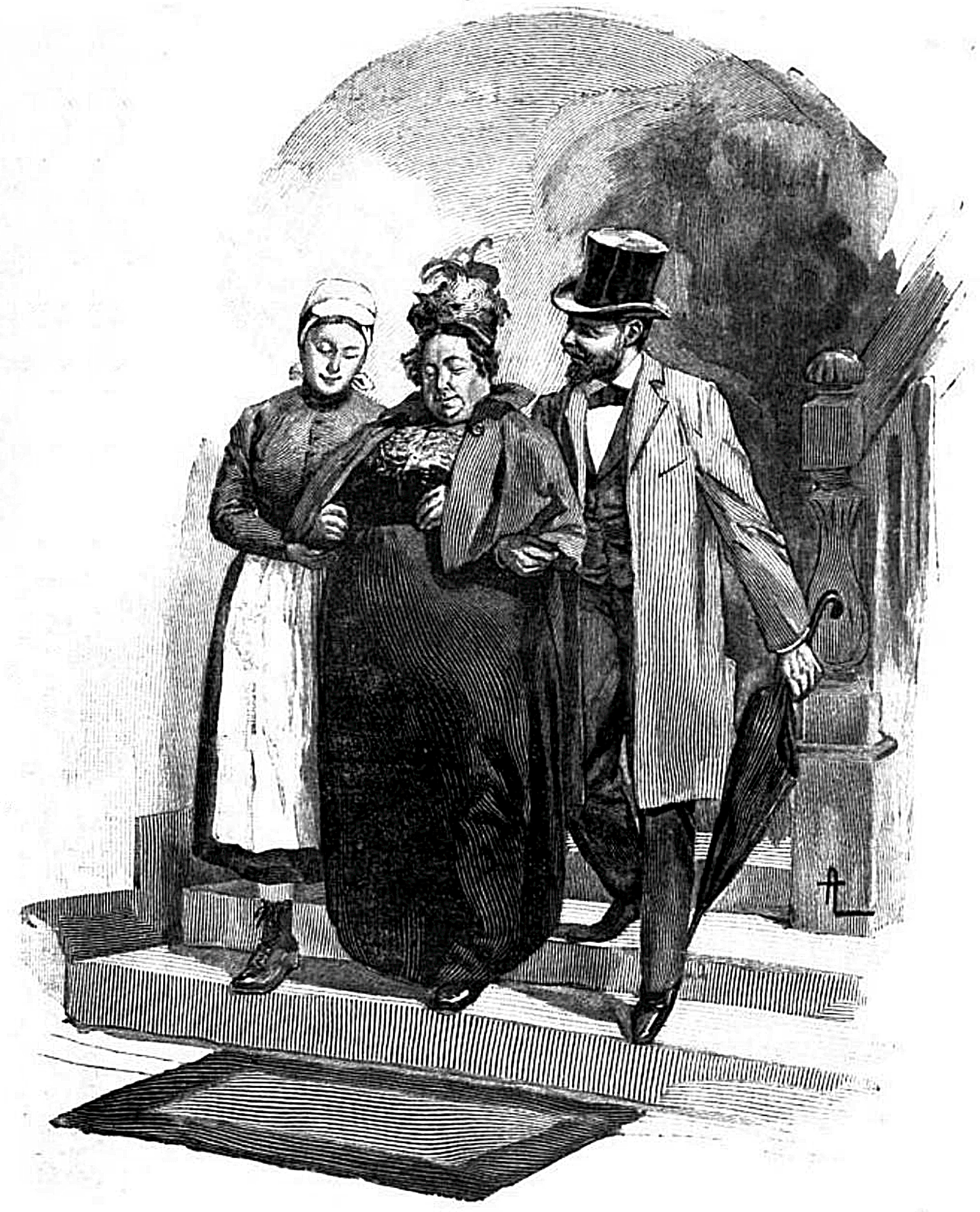
Gravure de G. Lemoine d’après
A. Leroux.

Le baron Simon-Jacques Le Perthuis des Vauds : le père, généreux mais faible  

« Sa grande force et sa grande faiblesse, c’était la bonté, une bonté qui n’avait pas assez de bras pour caresser, pour donner, pour étreindre, une bonté de créateur, éparse, sans résistance, comme l’engourdissement d’un nerf de la volonté, une lacune dans l’énergie, presque un vice. »

 Il est rousseauiste dans son amour pour la nature. Ce personnage est inspiré des grands-pères paternel et maternel de Maupassant. Son anticléricalisme reflète celui de Maupassant.
La baronne, Adélaïde : la mère, atteinte d'une hypertrophie cardiaque dont elle se plaint souvent. Elle garde en secret des souvenirs d'une aventure à laquelle elle se rattache. Elle se promène souvent dans l'allée du manoir familial, appelée pour cela « l'Allée de petite mère » par Jeanne.

### Julien de Lamare

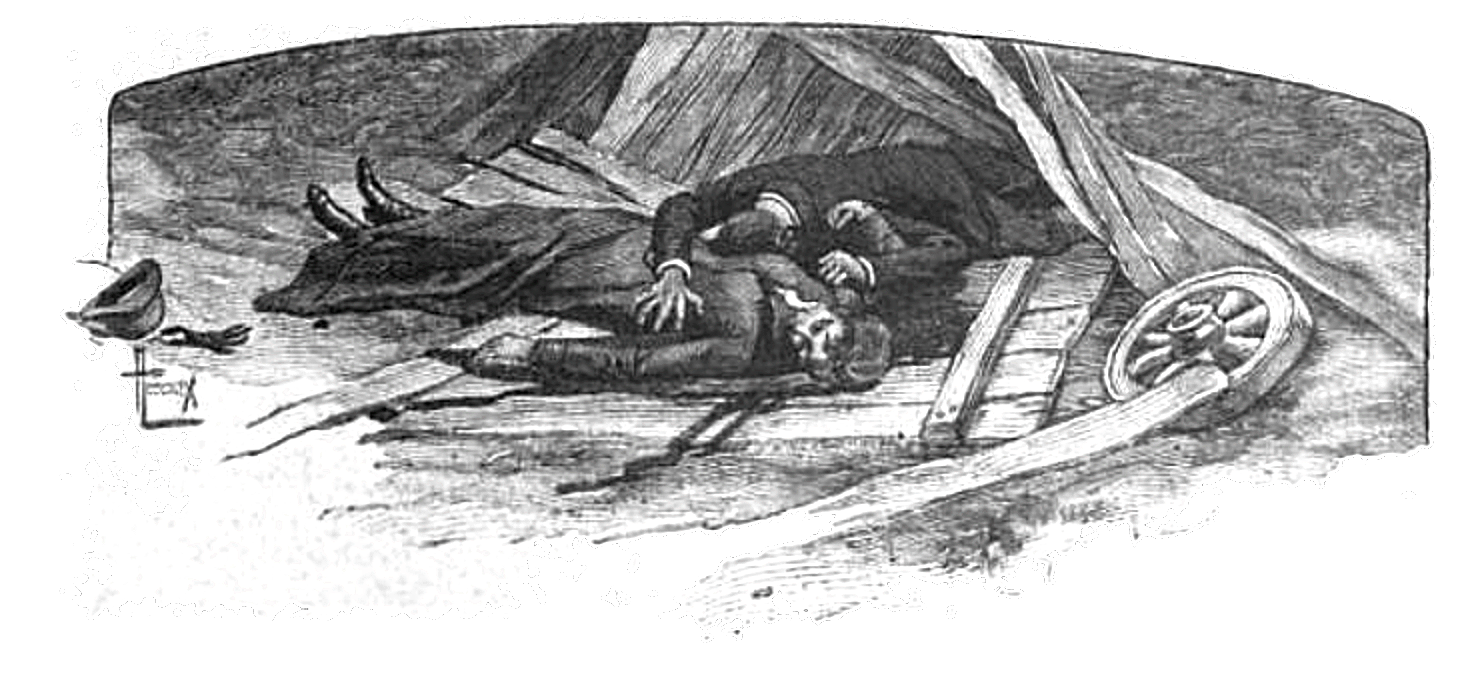
Gravure de G. Lemoine d’après
A. Leroux.

Mari de Jeanne. Tous deux se rencontrent peu de temps après l'arrivée de Jeanne aux Peuples. Ils se marient 3 mois après. Ils partent en voyage de noces pour l'île de Corse, mais à leur retour, Jeanne découvre que son mari est avare, égoïste , cupide et même violent. Peu de temps après, elle découvre qu'il a mis enceinte sa servante. Julien veut alors abandonner la servante, mais Jeanne s'y oppose et lui trouve un mari. Lorsque Jeanne tombe enceinte, elle s'éloigne vite de son mari pour s'adonner entièrement à son fils. Mais Julien se désintéresse totalement de celui-ci et se tourne vers Mme de Fourville, une voisine avec laquelle il noue une liaison. Lorsque Jeanne l'apprend, elle ne réagit pas. L’abbé, ayant découvert par hasard cette liaison, veut l’obliger à rompre avec son mari. Lorsqu’elle s’y refuse, disant que le mari cocu tuera les amants, l’abbé le lui reproche vivement. Comme l’avait prévu Jeanne, lorsque le mari de la voisine est averti, par l'abbé, de sa liaison avec Julien, il devient fou et précipite alors le couple d'une falaise. Après la mort des amants, Jeanne, veuve, ne dit rien, malgré ce qu'elle sait. Elle donne naissance à une fille mort-née le jour même de la mort de son mari.

### Paul de Lamare
Qui est Paul ?

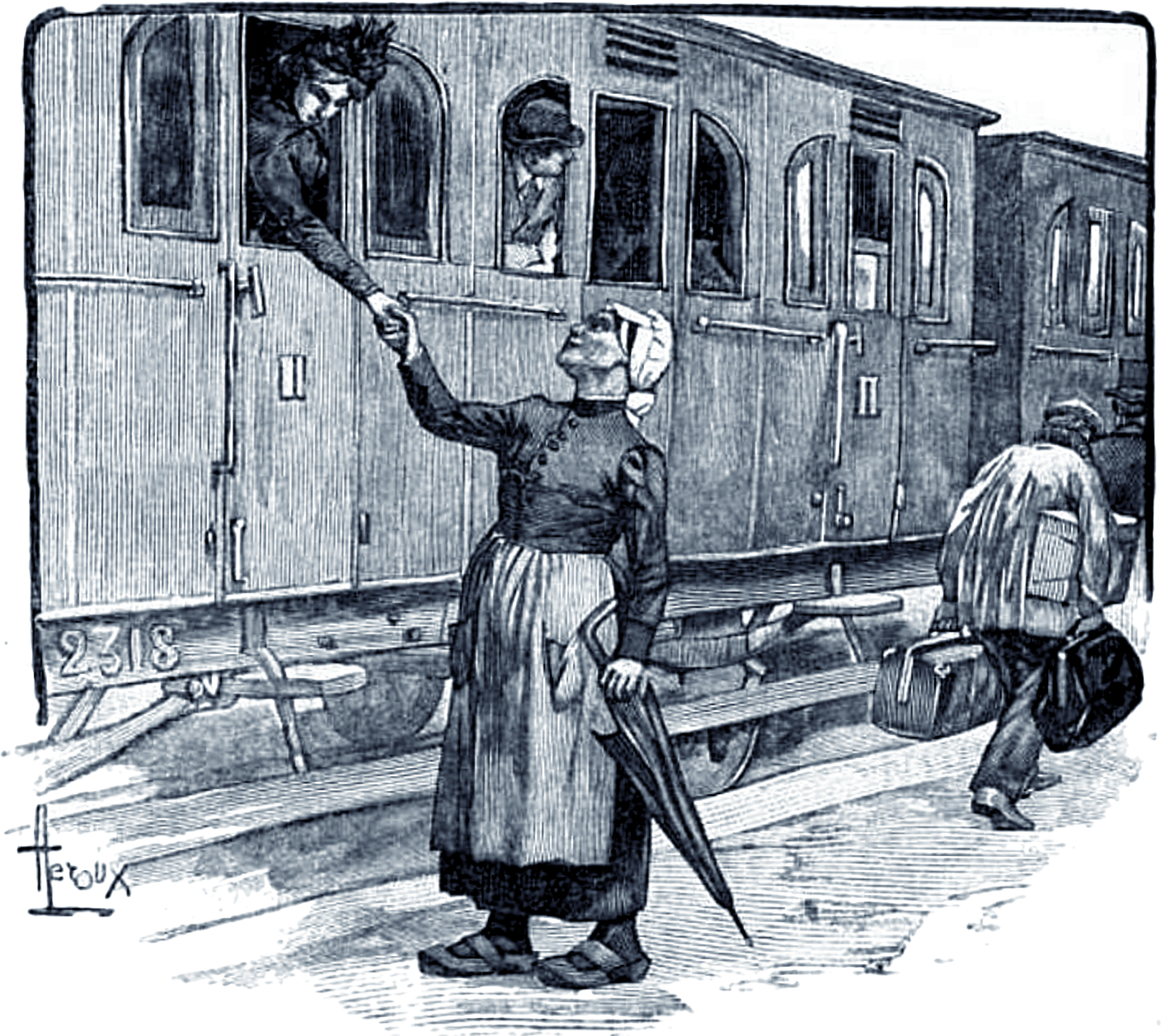
Gravure de G. Lemoine d’après
A. Leroux.

Paul est le fils légitime de Jeanne, surnommé « Poulet » par Jeanne, Lison — la tante — et le baron. Il vit aux Peuples, la maison familiale. Enfant chéri par sa mère, son grand-père et sa grand-tante, il ne jouit pas, malgré tout, d'une très bonne éducation. À 15 ans, il est envoyé au collège au Havre. Il fugue cinq ans plus tard sans laisser de nouvelles. Il voyage entre Londres et Paris à la recherche d'une affaire qui le rendra riche. Malheureusement, il s'endette et n'a plus comme solution que de demander de très grosses sommes à sa mère qui doit vendre ses propriétés pour aider son enfant qu'elle n'a pas vu depuis de nombreuses années. Paul rencontre une fille dans les bas-fonds de Paris qu'il épouse in extremis avant sa mort, pour sauver leur enfant tout juste née. Malgré tous ses défauts, Paul occupe constamment l'esprit de sa mère, qui voit sa maîtresse comme une rivale, mais recueillera cependant son enfant dans le dernier chapitre.

### Rosalie
Servante pendant presque tout le roman. Elle était la sœur de lait de Jeanne, puis elle l'accompagne dans sa vie. Elle quitte la famille après avoir été mise enceinte par Julien mais revient, 24 ans plus tard, pour s'occuper de Jeanne. Elle lui fera vendre Les Peuples pour sauver sa situation financière. D’un caractère fort et sûr, elle sauvera Jeanne de la faillite et d’une fin tragique. Le fils que Rosalie a eu de Julien de Lamare, Denis Lecoq, est un jeune fermier ; il décide de reprendre la ferme de sa mère et de se marier.

### Personnages secondaires

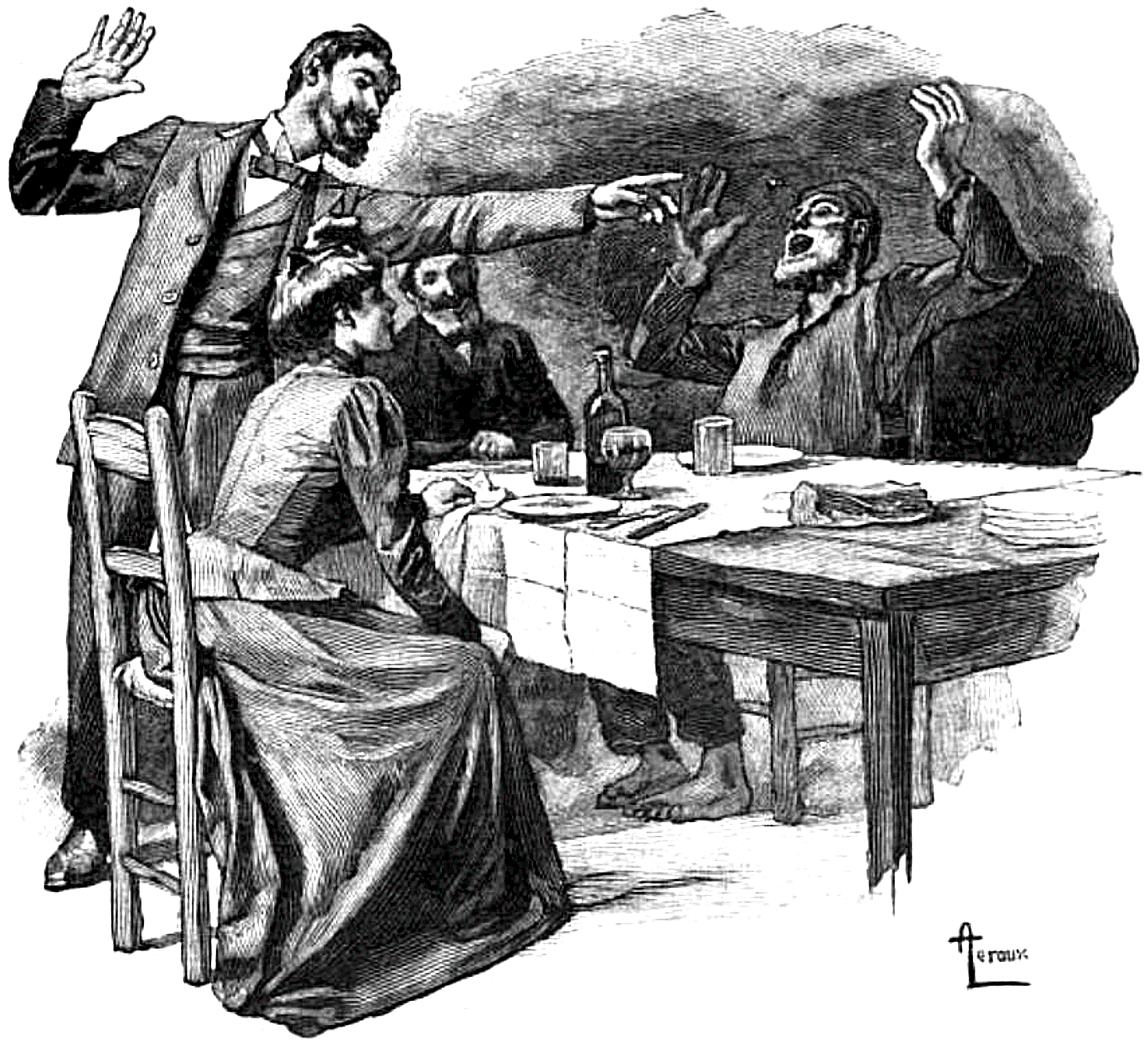
Gravure de G. Lemoine d’après
A. Leroux.

- La tante Lise (dite Lison)
- L'abbé Picot
- La veuve Dentu
- Les Fourville
- Les Briseville
- L'abbé Tolbiac
- Les domestiques
- Ludivine
- Le père Lastique
- Marius
- Les paysans
- Le chien Massacre

## Éditions
- Une vie, Paris, édition d'Alain Buisine 1983
- Une vie, Paris, Victor Havard, 1883.
- Une vie, nouvelle édition revue, Paris, Paul Ollendorff, 1893.
- Une vie, Paris, Louis Conard, 1908
- Une vie, Paris, P. Ollendorff, 1901    (Wikisource) - illustré par Auguste Leroux, bois gravés par Georges Lemoine.
- Une vie, Paris, Gallimard, 1974.

### Adaptations
- 1947 : Naiskohtaloita (fi), Finlande, Toivo Särkkä
- 1958 : Une vie, France-Italie, Alexandre Astruc (86 minutes)
- 2004 : Une vie, France, TV, Élisabeth Rappeneau (90 minutes) avec Barbara Schulz dans le rôle de Jeanne.
- 2016 : Une vie, France, cinéma Stéphane Brizé (90 minutes) avec Judith Chemla.
- 2017 : Une vie, manga, scénario et dessins de Variety Art Works, éditions Soleil Production, collection Soleil Manga Classiques, 192 pages, dépôt légal 03/2017,  (ISBN 978-2-302-05986-3)
- 2019 : Une vie, France, théâtre, Arnaud Denis, théâtre des Mathurins, avec Clémentine Célarié dans le rôle de Jeanne.